# Leucania lapidaria
Leucania lapidaria är en fjärilsart som beskrevs av Augustus Radcliffe Grote 1875. Leucania lapidaria ingår i släktet Leucania och familjen nattflyn. Inga underarter finns listade i Catalogue of Life.